# Ford Transcontinental
Ford Transcontinental — важкий тягач із жорсткою рамою, який вироблявся між 1975 і 1984 роками компанією Ford Europe у Нідерландах і Великій Британії. Загалом було виготовлено 8735 одиниць, 8231 в Амстердамі та ще 504 на заводі Foden VAP у Сандбаху, Чешир, Велика Британія.

## Опис

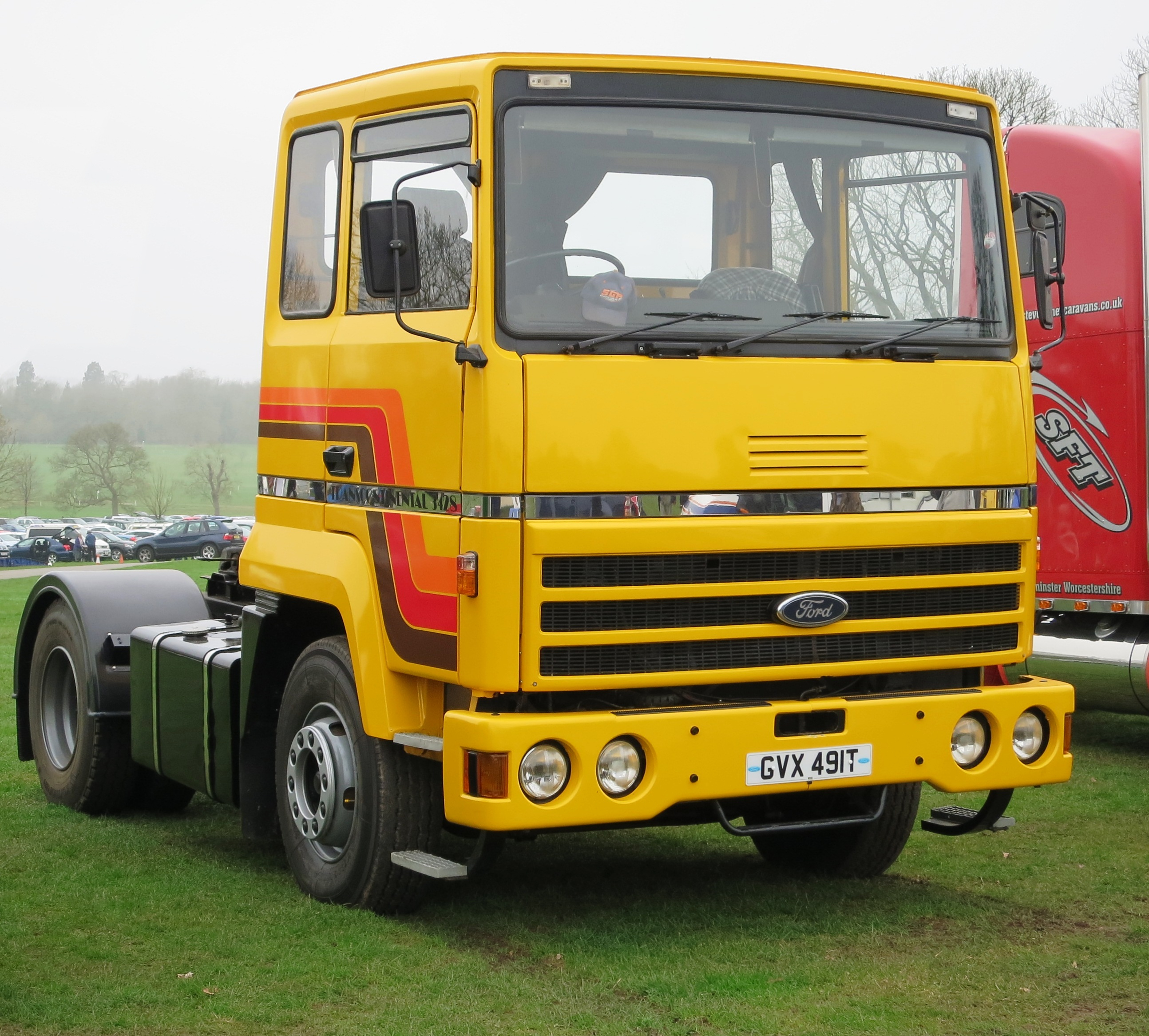
Ford Transcontinental 1979

Зібраний майже повністю з компонентів, придбаних у виробників комплектного обладнання (наприклад, корпус кабіни від Berliet GR/TR, двигун від Cummins, трансмісія від Eaton), він був представлений, щоб заповнити відчутну прогалину на ринку в очікуванні послаблення обмежень щодо ваги для великовантажних автомобілів, і як такий мав дуже міцне шасі та важку підвіску. Кабіна Berliet KB 2400 також використовувалася Renault для своєї R-серії.
Впізнаваний завдяки своїй високій кабіні, це був надзвичайно передовий автомобіль для свого часу, який пропонував високий рівень комфорту для водія та високу вихідну потужність для того часу завдяки перевіреному 14-літровому двигуну Cummins із типовою потужністю 290-350 к.с. Спочатку двигуни належали до покоління Cummins NTC, але поступово були оновлені до нового покоління «великого кулачка» (NTE) — процес завершився до 1979 року. Крім того, Ford Transcontinental відомий тим, що має лічильники масла та води на панелі приладів, ще один приклад того, що підрозділ випереджає свій час.
Продажі не виправдали очікувань, головним чином через те, що тягач із його надміцною конструкцією був надто важким для обмеження ваги у 32 тонни у Великій Британії на той час, хоча він був популярним транспортним засобом серед водіїв, особливо тих, хто займався тривалими поїздками. дистанційна континентальна робота. Модель постійно оновлювалась, багато працювало над полегшенням важкого шасі.